# Harpegnathos saltator

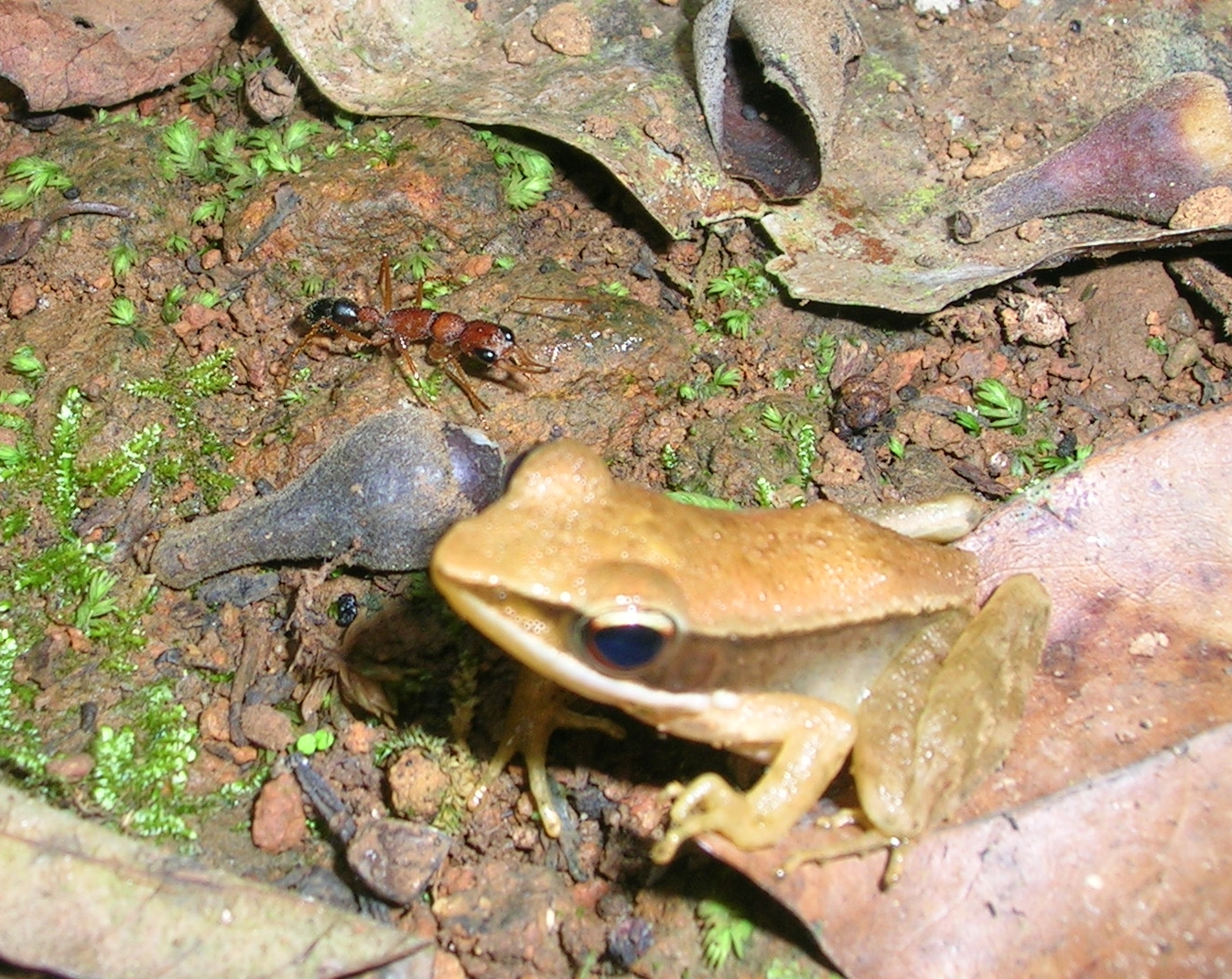
Муравей Harpegnathos saltator cruentatus и лягушка Rana temporalis

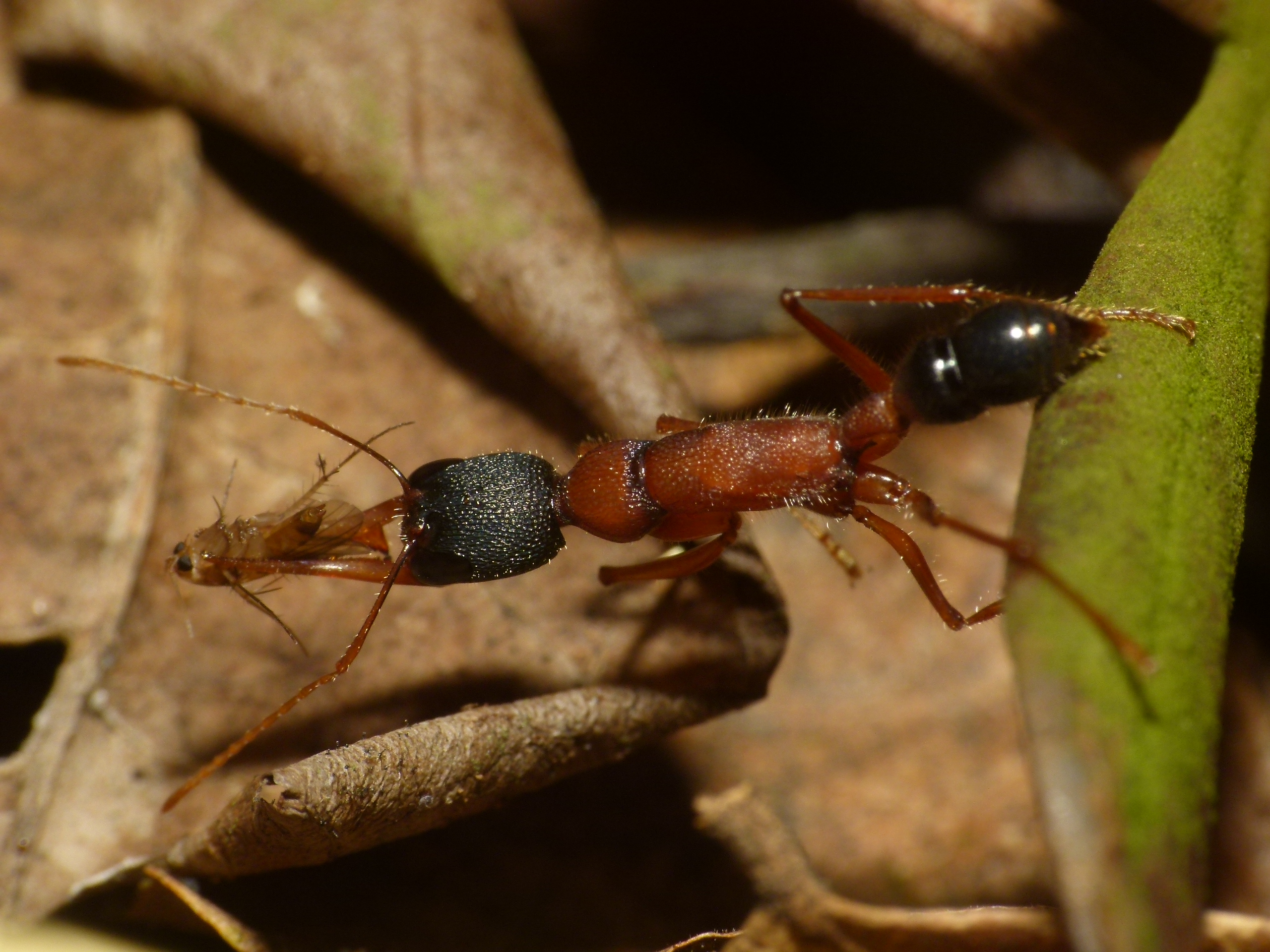
Муравей Harpegnathos saltator

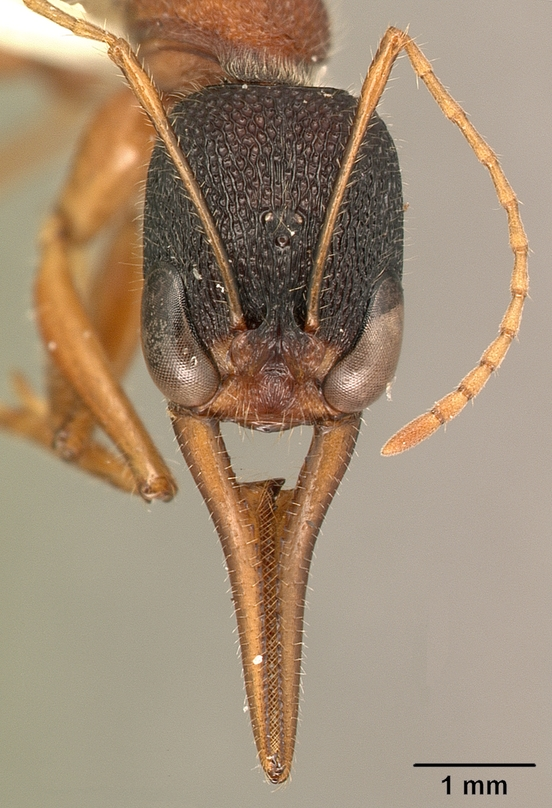
Голова муравья Harpegnathos saltator

Harpegnathos saltator (лат.) — вид прыгающих муравьёв (Formicidae) из подсемейства Ponerinae.

## Распространение
Индия и Юго-Восточная Азия. На материке номинативный подвид, подвид Harpegnathos saltator taprobanae встречается на острове Шри-Ланка, подвид Harpegnathos saltator cruentatus отмечен в Гонконге и на Филиппинах.

## Описание
Муравьи, отличающиеся уникальной способностью совершать прыжки. Имеют длину 9—17 мм (самцы около 9 мм, рабочие 14—17 мм, матки 17 мм), с длинными узкими мандибулами. Рабочие и самки имеют коричневато-чёрную голову, красноватые петиоль и грудь, чёрное блестящее вытянутое брюшко. Мандибулы, усики и ноги желтовато-оранжевые. У подвида Harpegnathos saltator cruentatus и Harpegnathos saltator taprobanae голова красноватая. У самцов брюшко коричневое. Описавший впервые этого муравья британский зоолог Томас Джердон (1811—1872) дал ему такую характеристику:
Worker, head long, granulated; jaws with a strong tooth near the base pointing downwards and inwards, and thence gradually tapering to the tip, and finely serrated, 1-6th of an inch long; thorax barely grooved; abdominal pedicle small, low, ovate; abdomen very long; sting large; head and abdomen blackish brown, thorax and legs rufous - Length 3/4 of an inch.
I have not seen this remarkable Ant in the Carnatic. I first saw it at Tellicherry, and subsequently in other parts of Malabar.  It is also found in the Mysore country as I learn from Mr. Hamilton, a most talented and industrious Amateur Entomologist.
I have given it the name of saltator from its power of making most surprising jumps which it does when alarmed or disturbed. It is very pugnacious, and bites, and stings very severely. It makes its nest under ground, generally about the roots of some plant. Its society does not consist of many individuals. It appears to feed on insects, which it often seizes alive.

## Биология
Активные хищники с крупными глазами. Муравейники устраивают в почве.
Отличия между матками и рабочими очень слабые и некоторые рабочие могут спариваться с самцами и откладывать яйца подобно настоящим маткам. Такие рабочие называются гамэргатами (англ. gamergates). Новые колонии основывают одиночные матки, которые постепенно с возрастом сменяются некоторыми гамэргатами. Рабочие контролируют численность размножающихся особей и могут убивать некоторых гамэргатов (см. фото их борьбы в таксобоксе). Рабочие муравьи используют феромон тревоги, который содержит 4-methyl-3-heptanone, 4-methyl-3-heptanol и isopentyl isopentanoate.
Исследование генома показало, что производство ферментов, которые замедляют старение (теломераза и сиртуины), увеличивается, когда рабочие становятся яйцекладущими матками.
Свои уникальные прыжки муравьи совершают с помощью синхронных движений средней и задней пары ног. Они могут прыгнуть на 2 см в высоту и на 10 см в длину. Рабочие фуражируют только в прохладные утренние и дневные часы, в остальное время их активность снижается.
Новые колонии основываются независимо от одиночных маток, а когда они стареют, их заменяют несколько гамергатов. Эта вторичная полигиния отличается тремя особенностями: (1) поведенческие данные показывают, что молодые рабочие-самки спариваются со своими братьями, в отличие от маток, которые расходятся и спариваются вне гнёзд; (2) колонии гамергатов ежегодно производят как самцов, так и самок; (3) колонии гамергатов не почкуются. Это обнаружено из косвенных доказательств: гнёзда H. saltator необычно сложны для понериновых муравьёв, а колонии гамергатов производят много молодых маток (за счет инвестиций в рабочих). Это приводит к увеличению продолжительности жизни колонии, что делает возможным создание сложных конструкций при небольшом размере колонии (65 ± 40 рабочих в популяции западных Гатов). Эти особенности жизни контрастируют с историей жизни других понериновых муравьев, имеющих как маток, так и гамергатов (например, у Rhytidoponera confusa гнёзда простые и недолговечные, гамергаты не инбредные, и их колонии могут делиться, производя в основном самцов).
Вход в земляное гнездо обычно имеет небольшой холмик и на ночь закрывается муравьями.
У Harpegnathos saltator рабочие сохраняют репродуктивную способность, подавляемую феромонами матки. После потери матки колония подвергается социальным волнениям с турниром в виде антеннальной дуэли. Большинство рабочих быстро покидают турнир, в то время как несколько рабочих продолжают дуэль месяцами и становятся гамэргатами (псевдокоролевами). Однако временная динамика социального поведения и молекулярные механизмы, лежащие в основе кастового перехода и социального доминирования, остаются неясными. Лабораторными наблюдениями было показано, что судьба гамэргата точно определяется через 3 дня после начала турнира. Сравнивая транскриптомы различных тканей дуэлянтных и недуэлянтных рабочих было обнаружено, что ювенильный гормон глобально подавлен, тогда как биосинтез экдизона в яичниках повышен у гамергат. Молекулярные изменения в мозге служат наиболее ранними кастовыми предикторами по сравнению с другими тканями. Таким образом, поведенческие и молекулярные данные указывают на то, что, несмотря на продолжительные социальные потрясения, судьба гамергата быстро устанавливается, что свидетельствует о надежном восстановлении социальной структуры.
Гамергаты отказываются от обычных для рабочих задач, таких как добыча пищи, откладывают яйца, и демонстрируют доминирующее поведение по отношению к рабочим. Этот поведенческий переход сопровождается увеличением продолжительности жизни в 5 раз, реконфигурацией экспрессии генов и клеточного состава мозга, а также нейрогормональными изменениями. Например, зрелые гамергаты и рабочие-фуражиры имеют разные уровни терпеноидного ювенильного гормона III (JH3) и экдистероидного гормона 20-гидроксиэкдизона (20E).

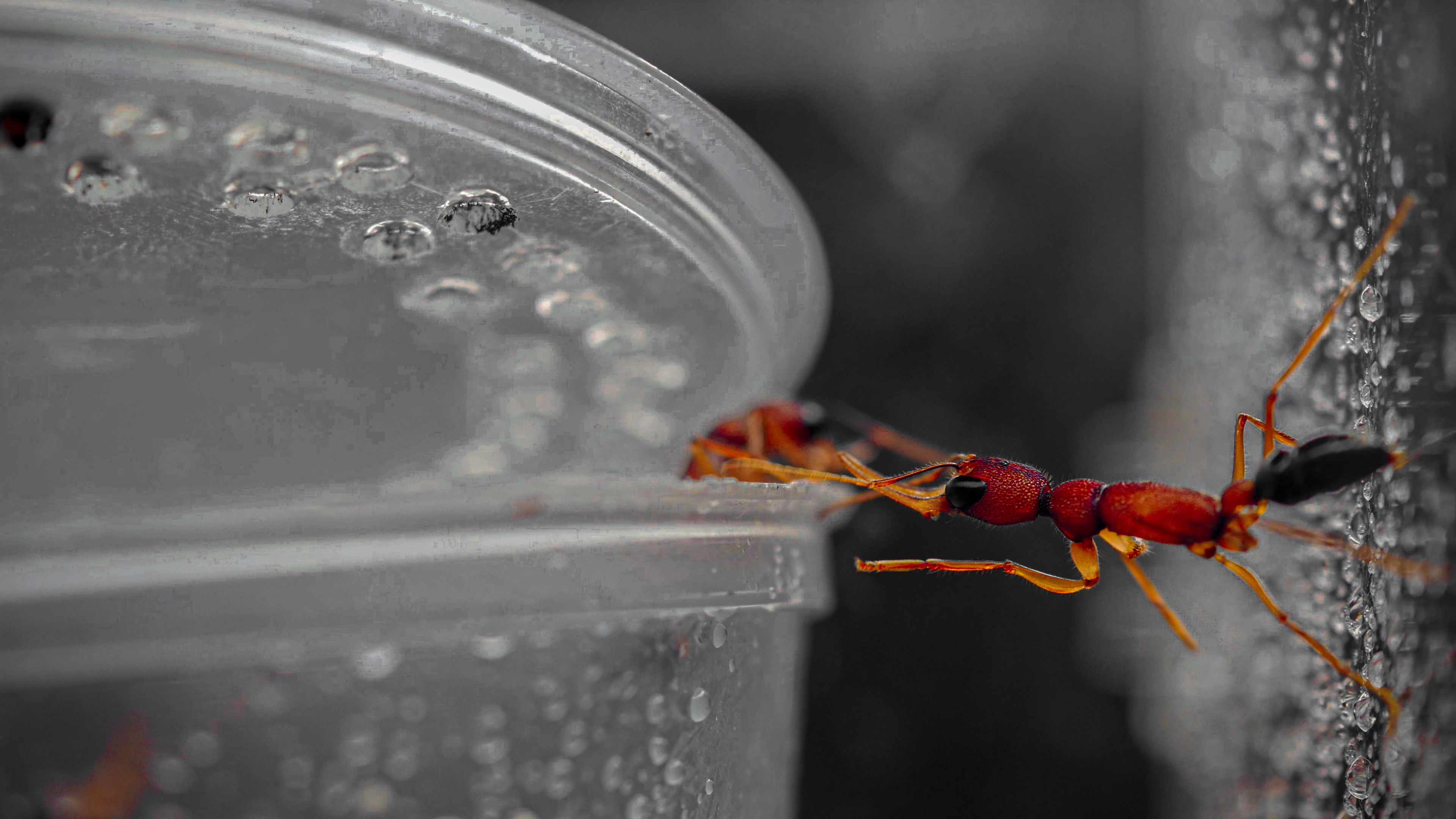
Harpegnathos saltator cruentatus в домашних условиях

Используя социальные и молекулярные манипуляции с живыми муравьями и культурами нейронов муравьёв, в 2021 году было показано, что экдизон и ювенильный гормон определяют молекулярные и функциональные различия в мозге рабочих и гамергатов и направляют репрессор транскрипции Kr-h1 на разные гены-мишени. Истощение Kr-h1 в головном мозге вызывает дерепрессию «социально неприемлемых» генов: гены гамергатов были активированы у рабочих, тогда как рабочие гены были активированы у гамергатов. На фенотипическом уровне потеря Kr-h1 приводит к появлению специфического для рабочих поведения у гамергатов и специфических для гамергатов черт у рабочих. Авторы пришли к выводу, что Kr-h1 является фактором транскрипции, который поддерживает определенные состояния мозга, установленные в ответ на социально регулируемые гормоны.

## Таксономия

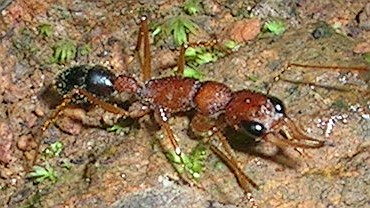
Муравей Harpegnathos saltator cruentatus

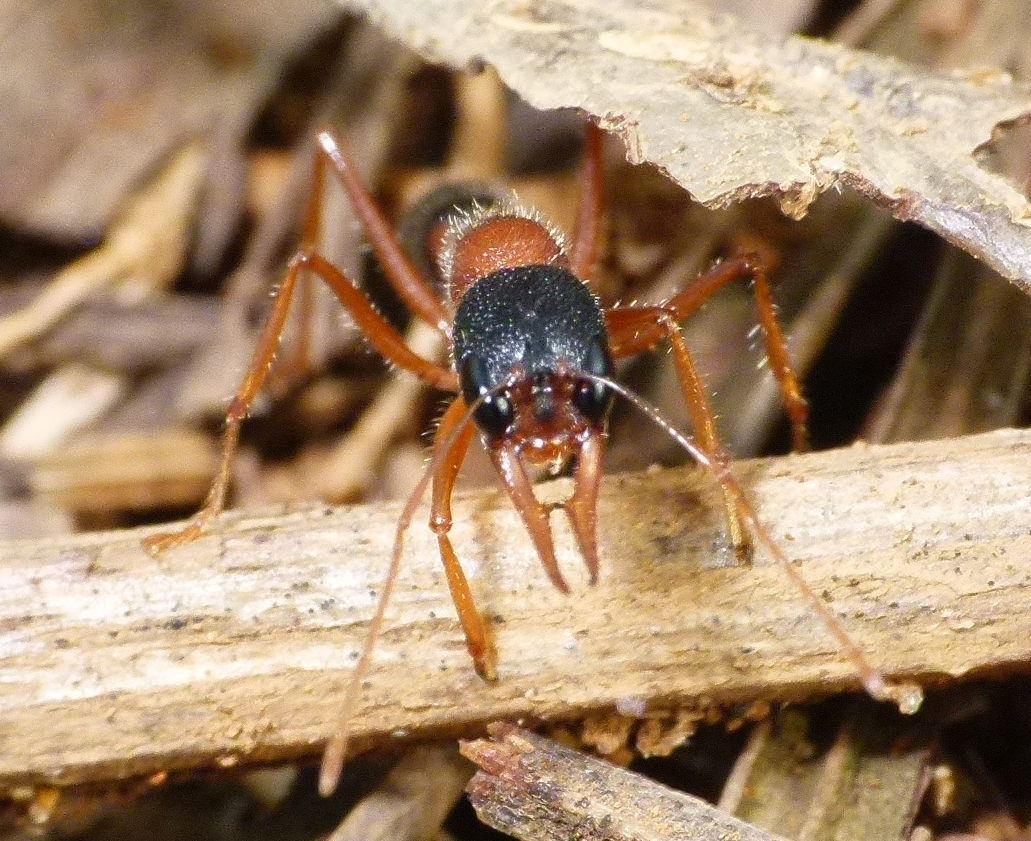
Муравей Harpegnathos saltator

Вид был впервые описан в 1851 году в составе рода Harpegnathos. В 1858 году Фредерик Смит включил его в род Drepanognathus, но уже в 1861 году Юлиус Рогер и затем в 1900 году Огюст Форель снова вернули его в состав рода Harpegnathos. Выделяют несколько подвидов:
- Harpegnathos saltator cruentatus (Smith, 1858)[2]
  - =Drepanognathus cruentatus Smith, F. 1858[2]
- Harpegnathos saltator saltator Jerdon, 1851
- Harpegnathos saltator taprobanae Forel, 1909[1][26]